# Туркестанский 6-й стрелковый полк
6-й туркестанский стрелковый полк
Полковой праздник — 11 декабря
Старшинство по состоянию на 1914: 31 августа 1771 года

## История
Полк составился из двух отдельных батальонов 20 февраля 1910 г.
20 февраля 1910 г. сформирован 6-й туркестанский стрелковый полк в составе двух батальонов.
в 1915 полк развёрнут в четырёхбатальонный состав.
Отличился в Первой мировой войне, в частности, в ходе осенних боев 1914 г. в Восточной Пруссии.

## 1-й батальон полка
1-м батальоном полка стал 17-й туркестанский стрелковый батальон
история батальона.
сформирован 31 августа 1771 как Семипалатинский Пограничный Гарнизонный батальон.
при формировании батальону пожалованы 2 знамени.
с 9 января 1797 гарнизонный генерал-майора Гейцига полк
с 8 сентября 1797 гарнизонный полковника фон-Грау полк
с 5 июля 1798 гарнизонный полковника князя Уракова 2-го полк
16 июня 1799 пожалованы 5 знамён (по числу имевшихся в полку рот). Прежние сданы в арсенал.
4 марта 1800 года вошёл как батальон майора Вязмина в состав гарнизонного генерал-майора Лютова полка (с 9 июля 1800 ставшего гарнизонным полком полковника Сенденгорста)
21 июля 1800 года пожалованы 5 знамён (по числу имевшихся в батальоне рот) из числа пожалованных гарнизонному полковника Сенденгорста полку. Прежние сданы в арсенал.
с 22 июня 1801 года выделен как самостоятельный Семипалатинский Гарнизонный батальон
21 марта 1802 года 3 знамени у батальона отобраны и сданы в арсенал. В батальоне осталось 2 знамени.
25 июня 1821 одно из знамён у батальона отобрано и сдано в арсенал. В батальоне осталось 1 знамя, из числа пожалованных 21 июля 1800 года.
с 19 апреля 1829 сибирский линейный батальон № 8
25 октября 1861 стрелковой и 2-й ротам пожалованы знаки нагрудные для офицеров и головные для нижних чинов с надписью «За отличие въ 1860 году»
(отличие пожаловано за разбитие 21.10.1860 кокандцев и зачуйских киргизов на реке Кара-Кастек)
26 ноября 1864 пожаловано георгиевское знамя «За отличие при занятии открытой силою города и крепости Аулиеата 4 Июня 1864 года»
с 18 марта 1865 оренбургский линейный батальон № 3
с 14 июля 1867 туркестанский линейный батальон № 3
31 августа 1871 пожаловано юбилейное георгиевское знамя «За отличие при занятии открытой силою города и крепости Аулиеата 4 Июня 1864 года» с юбилейной александровской лентой"1771-1871".
26 ноября 1871 пожаловано 2 георгиевских трубы с надписью «За отличие 14 августа 1870 при штурме крепости Китаба»
с 20 июня 1900 туркестанский стрелковый батальон № 17
20 февраля 1910 года вошёл в 6-й туркестанский стрелковый полк в качестве 1-го батальона
с момента формирования непрерывно участвовал вначале в оборонительных, а потом и в наступательных действиях Российской Империи в Средней Азии.
знаки отличия батальона при поступлении в полк
- юбилейное георгиевское знамя «За отличие при занятии открытой силою города и крепости Аулиеата 4 Июня 1864 года» с юбилейной александровской лентой"1771-1871", ставшее полковым знаменем.
- 2 георгиевских трубы с надписью «За отличие 14 августа 1870 при штурме крепости Китаба»
- Знаки нагрудные для офицеров и головные для нижних чинов с надписью: «За отличие въ 1860 году» (в 1й и 2й ротах батальона)

## 2-й батальон полка
2-м батальоном полка стал 18-й туркестанский стрелковый батальон
история батальона.
сформирован 31 августа 1771 как Верхне-Яикский Пограничный Гарнизонный батальон.
при формировании батальону пожалованы 2 знамени.
с 15 января 1775 Верхне-Уральский Пограничный Гарнизонный батальон.
с 9 января 1797 гарнизонный полковника Лютова полк
12 августа 1799 пожалованы 5 знамён (по числу имевшихся в полку рот). Прежние сданы в арсенал.
4 марта 1800 вошёл в состав гарнизонного генерал-майора Лютова полка (с 9 июля 1800 ставшего гарнизонным полком Сенденгорста)
21 июля 1800 пожалованы 5 знамён (по числу имевшихся в батальоне рот) из числа пожалованных гарнизонному полковника Сенденгорста полку. Прежние сданы в арсенал.
с 22 июня 1801 выделен как самостоятельный Верхне-Уральский Гарнизонный батальон
21 марта 1802 года 3 знамени у батальона отобраны и сданы в арсенал. В батальоне осталось 2 знамени.
25 июня 1821 одно из знамён у батальона отобрано и сдано в арсенал. В батальоне осталось 1 знамя, из числа пожалованных 21 июля 1800.
с 19 апреля 1829 оренбургский линейный батальон № 9
с 8 мая 1837 оренбургский линейный батальон № 5
7 октября 1859 батальон разделен на два полубатальона, 2-й оренбургский линейный полубатальон № 5 и 1-й оренбургский линейный полубатальон № 5
18 марта 1864 2-й оренбургский линейный полубатальон № 5 развернут в полный оренбургский линейный батальон № 5, а 1-й оренбургский линейный полубатальон № 5 переименован в оренбургский линейный батальон № 9, в 1910 вошедший как 1-й батальон в 11-й Туркестанский стрелковый полк
с 14 июля 1867 туркестанский линейный батальон № 5
27 октября 1869 батальон пожалованы знаки нагрудные для офицеров и головные для нижних чинов с надписью «За отличие въ 1868 году»
(отличие пожаловано за действия против бухарцев)
31 августа 1871 пожаловано юбилейное простое знамя с юбилейной александровской лентой «1771-1871».
9 июня 1882 3-й роте батальона пожалованы знаки нагрудные для офицеров и головные для нижних чинов с надписью «За отличие въ 1868 году и за штурм крепости Геок-Тепе 12 января 1881 года»
с 20 июня 1900 туркестанский стрелковый батальон № 18
20 февраля 1910 года вошёл в 6-й туркестанский стрелковый полк в качестве 2-го батальона
с момента формирования непрерывно участвовал вначале в оборонительных, а потом и в наступательных действиях Российской Империи в Средней Азии.
знаки отличия батальона при поступлении в полк.
- юбилейное простое знамя с юбилейной александровской лентой"1771-1871"
- Знаки нагрудные для офицеров и головные для нижних чинов с надписью: «За отличие въ 1868 году и за штурм крепости Геок-Тепе 12 января 1881 года» (в 3й роте батальона),
- Знаки нагрудные для офицеров и головные для нижних чинов с надписью: «За отличие въ 1868 году»(в остальных частях батальона) «За отличие въ 1868 году» (в остальных частях батальона)

## 3 и 4-й батальоны полка
сформированы в 1915 году, знаков отличия не имели

## Знаки отличия полка к 1914
- юбилейное георгиевское знамя «За отличие при занятии открытой силою города и крепости Аулиеата 4 Июня 1864 года» с юбилейной александровской лентой «1771-1871»
- 2 георгиевских трубы с надписью «За отличие 14 августа 1870 при штурме крепости Китаба»
- Знаки нагрудные для офицеров и головные для нижних чинов с надписью: «За отличие въ 1860 году» (в 1й и 2й ротах 1-го батальона)
- Знаки нагрудные для офицеров и головные для нижних чинов с надписью: «За отличие въ 1868 году и за штурм крепости Геок-Тепе 12 января 1881 года» (в 3й роте 2-го батальона),
- Знаки нагрудные для офицеров и головные для нижних чинов с надписью: «За отличие въ 1868 году»(в остальных частях батальона) «За отличие въ 1868 году» (в остальных частях 2-го батальона)

## Командный состав

### Командиры 18-го Туркестанского стрелкового батальона
- 23.07.1900-11.06.1901 — полковник Белов, Николай Васильевич

### Командиры полка
- 29.06.1910-23.06.1913 — полковник Навроцкий, Николай Иванович
- 08.03.1915-13.04.1916 — полковник Федоренко, Василий Тимофеевич
- 13.04.1916-01.05.1917 — полковник Лящик, Северин Иванович

## Известные люди, служившие в полку
- Акутин, Павел Тимофеевич

## Примечание
все даты приведены по старому стилю